# Chicago Reader
O Chicago Reader (muitas vezes apenas Reader) é um jornal alternativo distribuído semanalmente em Chicago, Illinois, Estados Unidos. É um jornal com foco em informações e investigações de uma cidade ou uma região definida. O Chicago Reader é um dos pioneiros da livre circulação de publicações semanais. Foi fundada em 1971 por um grupo de estudantes de Carleton College. Em Julho de 2007, o Reader foi vendido para um grupo especializado em jornais alternativos da Creative Loafing. O jornal é agora impresso no Milwaukee Journal Sentinel, em Milwaukee, Wisconsin.
Suas edições são distribuídas as quintas-feira gratuitamente em mais de 1.400 pontos na área metropolitana de Chicago. A média semanal prática, controlada pelo Gabinete de Auditoria de circulações, foi de 120.204 leitores em 2006.